# Sovjetunionens herrlandslag i landhockey
Sovjetunionens herrlandslag i landhockey representerade det tidigare Sovjetunionen i landhockey på herrsidan. Laget tog olympiskt brons 1980. samt brons i Europamästerskapet 1983. Det nationella förbundet för laget var Förbundet för bandy och landhockey SSSR.

### Fotnoter
1. ↑  Todor Krastev (27 mars 1980). ”Men Hockey XXII Olympic Games 1980 Moskva (URS) - 20-29.07 Dynamo Stadium - Winner India” (på engelska). Sport Statistics. Arkiverad från originalet den 5 mars 2016. https://web.archive.org/web/20160305195116/http://todor66.com/hockey/field/Olympic/Men_1980.html. Läst 27 juli 2015.
2. ↑  Todor Krastev (27 mars 1983). ”Men Field Hockey IV Eurohockey (European Championship) 1983 Amsterdam (NED) 18-28.08 - Winner Netherlands” (på engelska). Sport Statistics. Arkiverad från originalet den 6 mars 2016. https://web.archive.org/web/20160306040936/http://todor66.com/hockey/field/Europe/Men_1983.html. Läst 27 juli 2015.